# Oftalmía simpática
La oftalmía simpática es una enfermedad ocular de causa desconocida que se presenta entre días y años después de un traumatismo penetrante sobre el ojo, bien accidental o tras cirugía. Curiosamente el trastorno afecta a ambos ojos, tanto al que ha sufrido el traumatismo (excitante), como al contrario (simpatizante).

## Historia
La primera descripción fue realizada en el año 1830 por el oftalmólogo escocés William Mackenzie, que fue quien le dio el nombre a la afección; posteriormente en el año 1905, el eminente oftalmólogo austríaco Ernst Fuchs (1851-1930) estableció las características histológicas del proceso.
Se piensa que Louis Braille, quien se lesionó el ojo izquierdo cuando era un niño, perdió en su adultez la visión del ojo derecho debido a una oftalmía simpática.

## Frecuencia
Después de un traumatismo penetrante en el ojo, la incidencia del trastorno es aproximadamente del 0.2%, mientras que tras cirugía ocular es mucho menos frecuente, alrededor del 0.007 %. El 65 % de los casos se producen en los 2 primeros meses tras el trauma y el 90 % antes de que transcurra un año.

## Causas
Aunque se desconocen las causas exactas que originan la enfermedad, se cree que está originada por la formación de anticuerpos contra el propio organismo (autoinmunidad).

## Características
Se produce una inflamación difusa de una de las capas que forman la pared del ojo, la úvea, por lo que técnicamente el proceso se describe como uveítis granulomatosa.

## Síntomas
Los síntomas iniciales consisten en dolor y enrojecimiento en el globo ocular, disminución de la agudeza visual y fotofobia. El trastorno cursa de forma prolongada con periodos de mejoría y empeoramiento alternantes. Si no se realiza ningún tratamiento el mal progresa lentamente durante años.

## Tratamiento
El tratamiento se basa en la administración de fármacos que disminuyen la reacción inflamatoria, principalmente corticoides, también inmunosupresores, entre ellos azatioprina, ciclosporina, metotrexate y clorambucil. En algunos casos se recomienda la extirpación del ojo que sufrió el trauma, sobre todo cuando no tiene capacidad funcional, muchos autores consideran sin embargo, que si el ojo excitante conserva capacidad visual, no debería ser extirpado en general, data hk Bricenia Liana el 11 de octubre de 2010 en Wikipedia Portada.
1. ↑  Emilio M. Dodds: Oftalmía simpática. Archivado el 29 de octubre de 2013 en Wayback Machine. Consultado el 23 de octubre de 2013
2. ↑  Jorge Martín del Campo-Briceño, Carmen Lizana-Henríquez, Stephanie Voorduin-Ramos, Miguel Pedroza-Seres: Oftalmía simpática: serie de casos en un centro de referencia oftalmológico de la Ciudad de México. Rev Mex Oftalmol; mayo-junio 2009; 83(3):143-15

- Datos: Q2037487